# Colaciticus
Genre
Colaciticus est un genre d'insectes lépidoptères de la famille des Riodinidae.

## Dénomination
Le nom Colaciticus leur a été donné par Hans Ferdinand Emil Julius Stichel en 1910.
Ils résident en Amérique du Sud.

## Liste des espèces
- Colaciticus banghaasi Seitz, 1917; présent au Brésil.
- Colaciticus johnstoni (Dannatt, 1904); présent en Guyana et au Brésil.

### Source
- Colaciticus sur funet